# Vlaams natuurreservaat

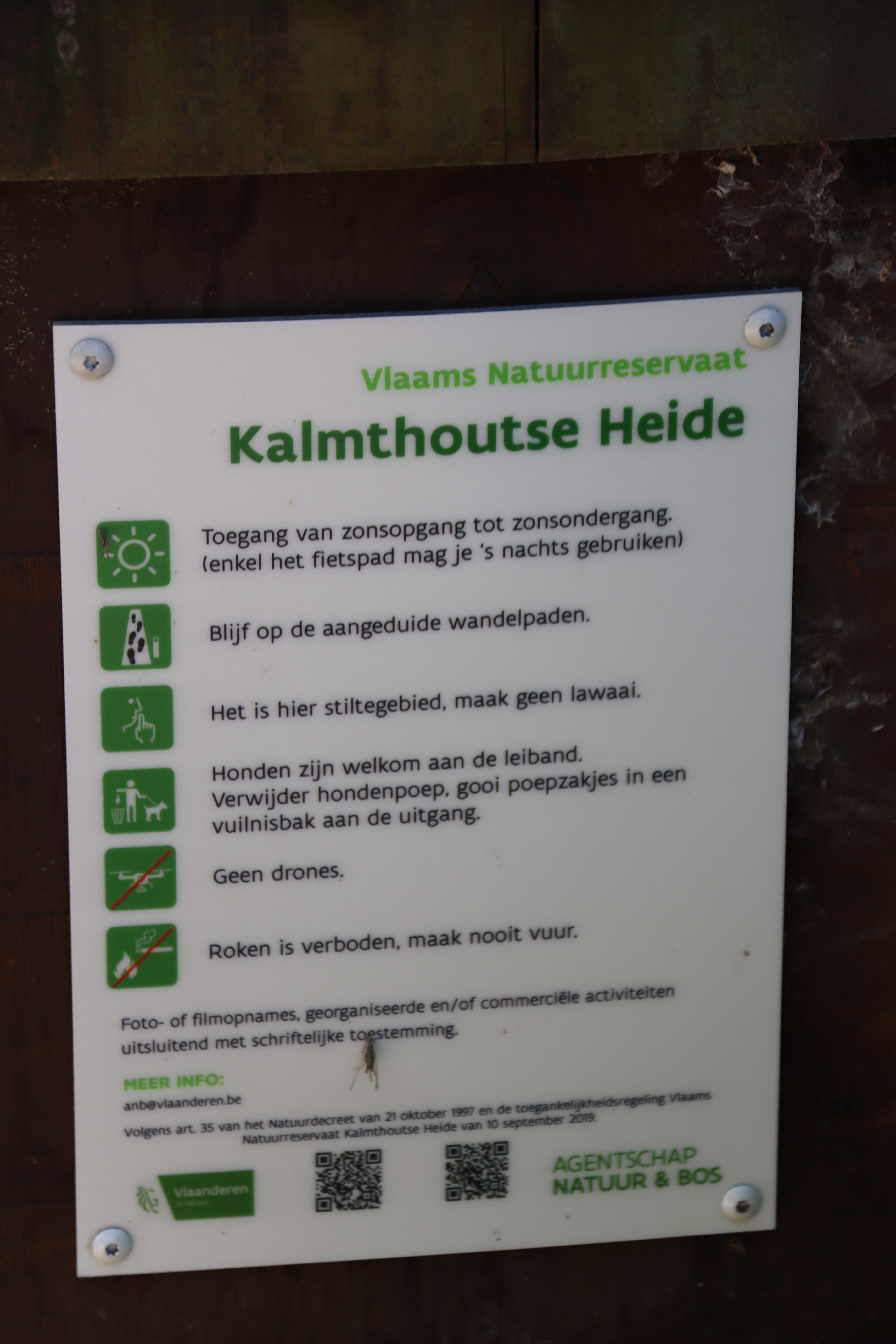
Vlaams natuurreservaat Kalmthoutse Heide

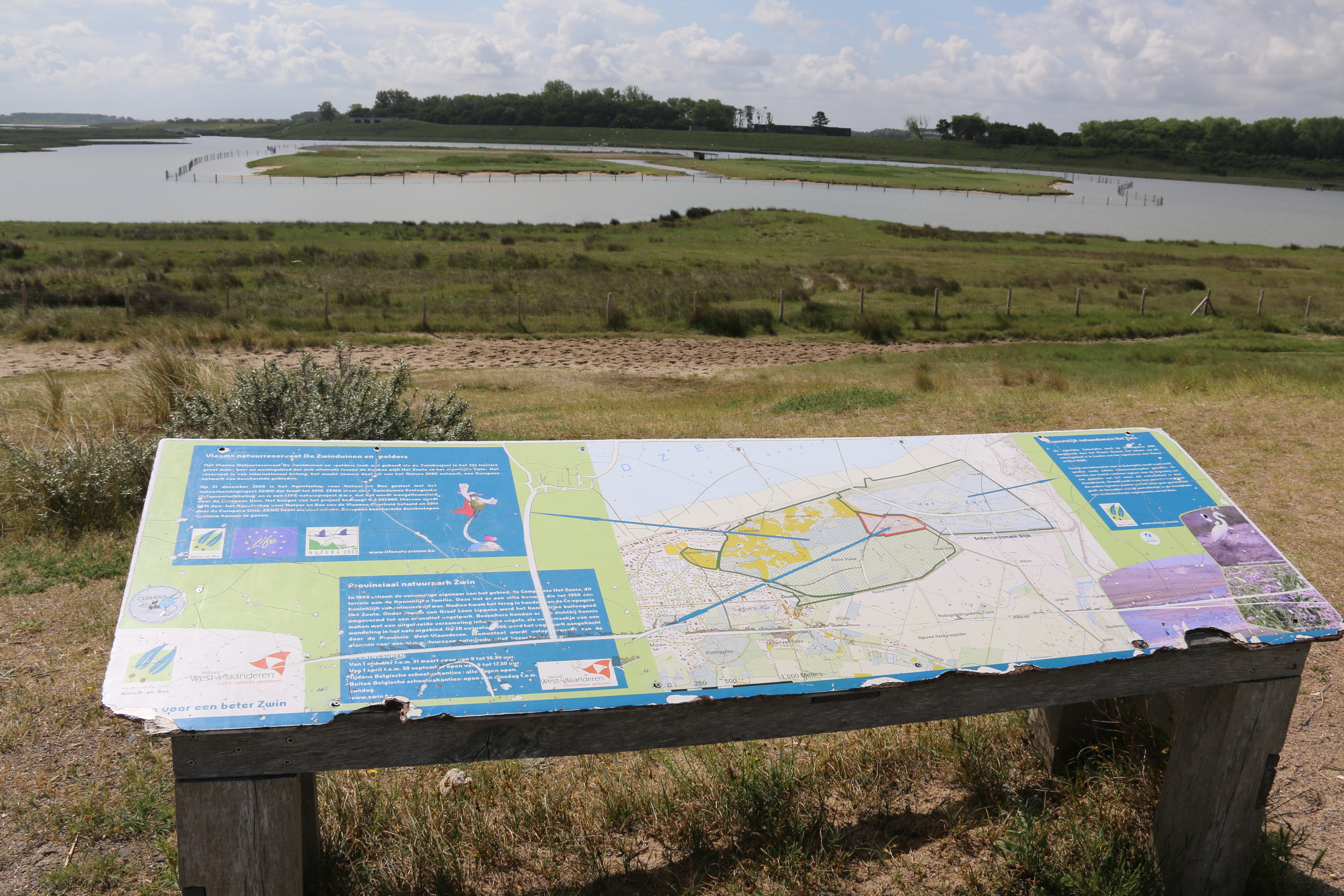
Vlaams natuurreservaat Zwinduinen en -polders

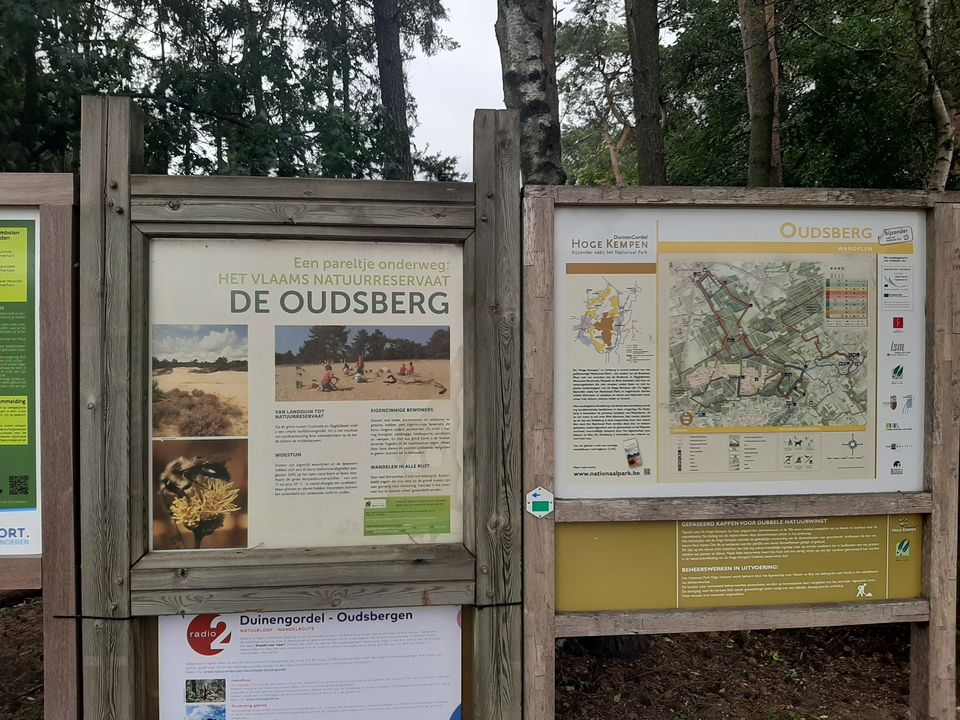
Vlaams natuurreservaat Oudsberg

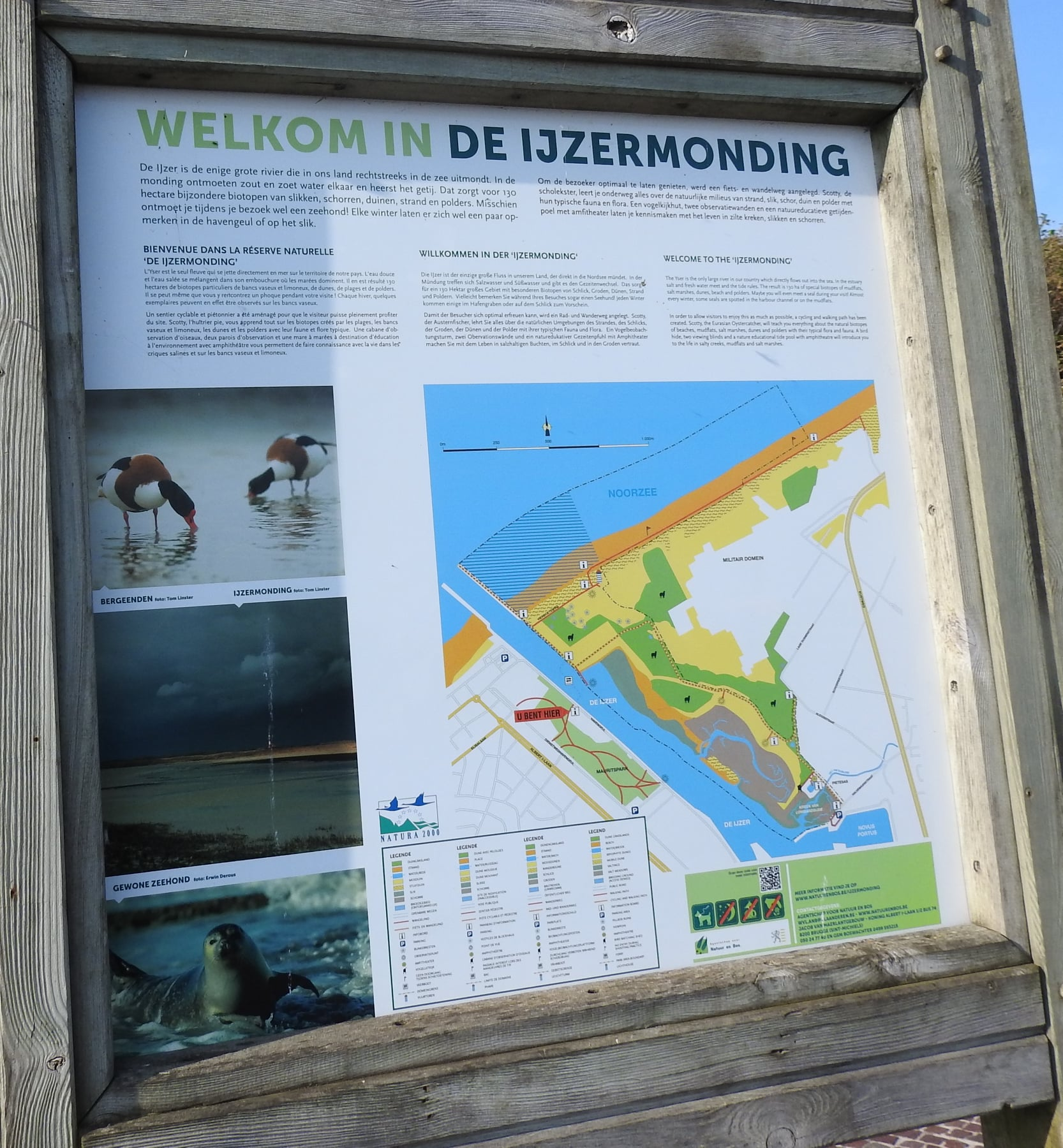
Vlaams natuurreservaat IJzermonding

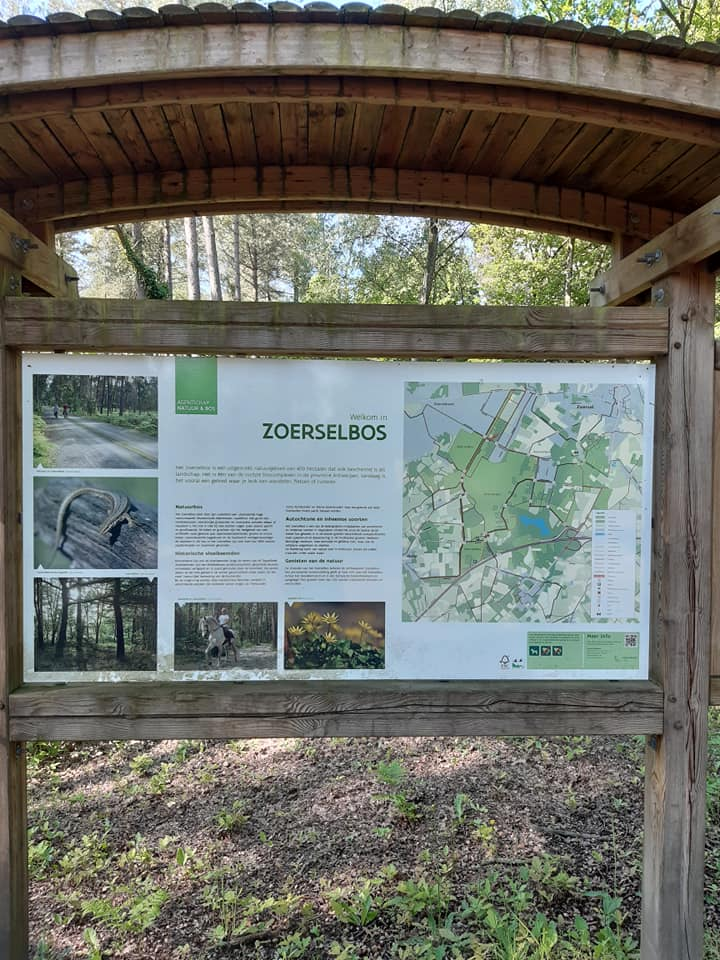
Vlaams natuurreservaat Zoerselbos

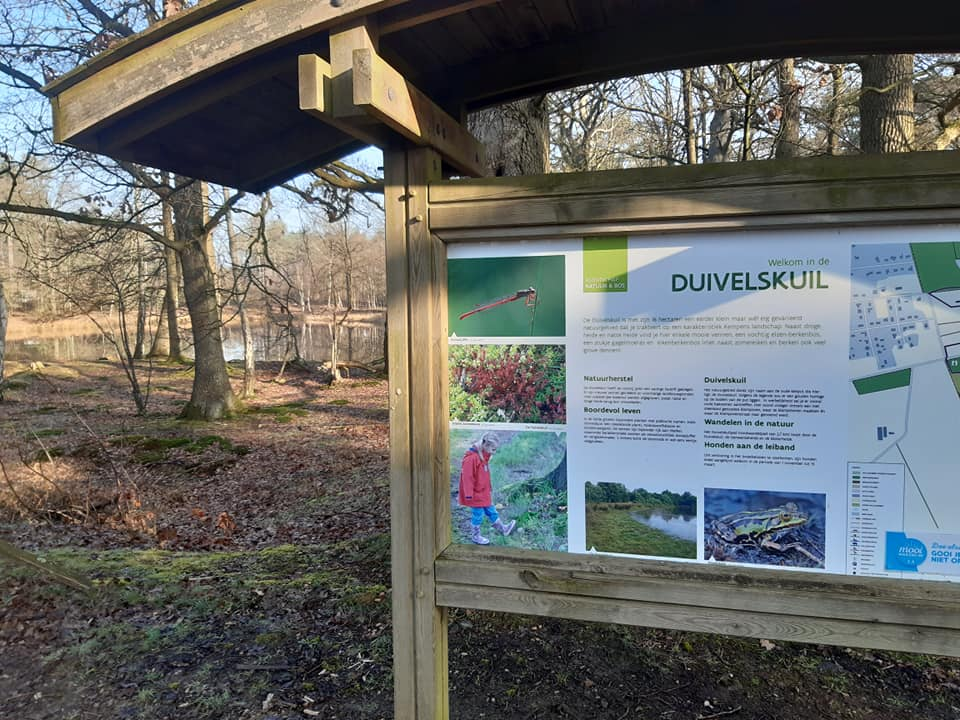
Vlaams natuurreservaat Duivelskuil

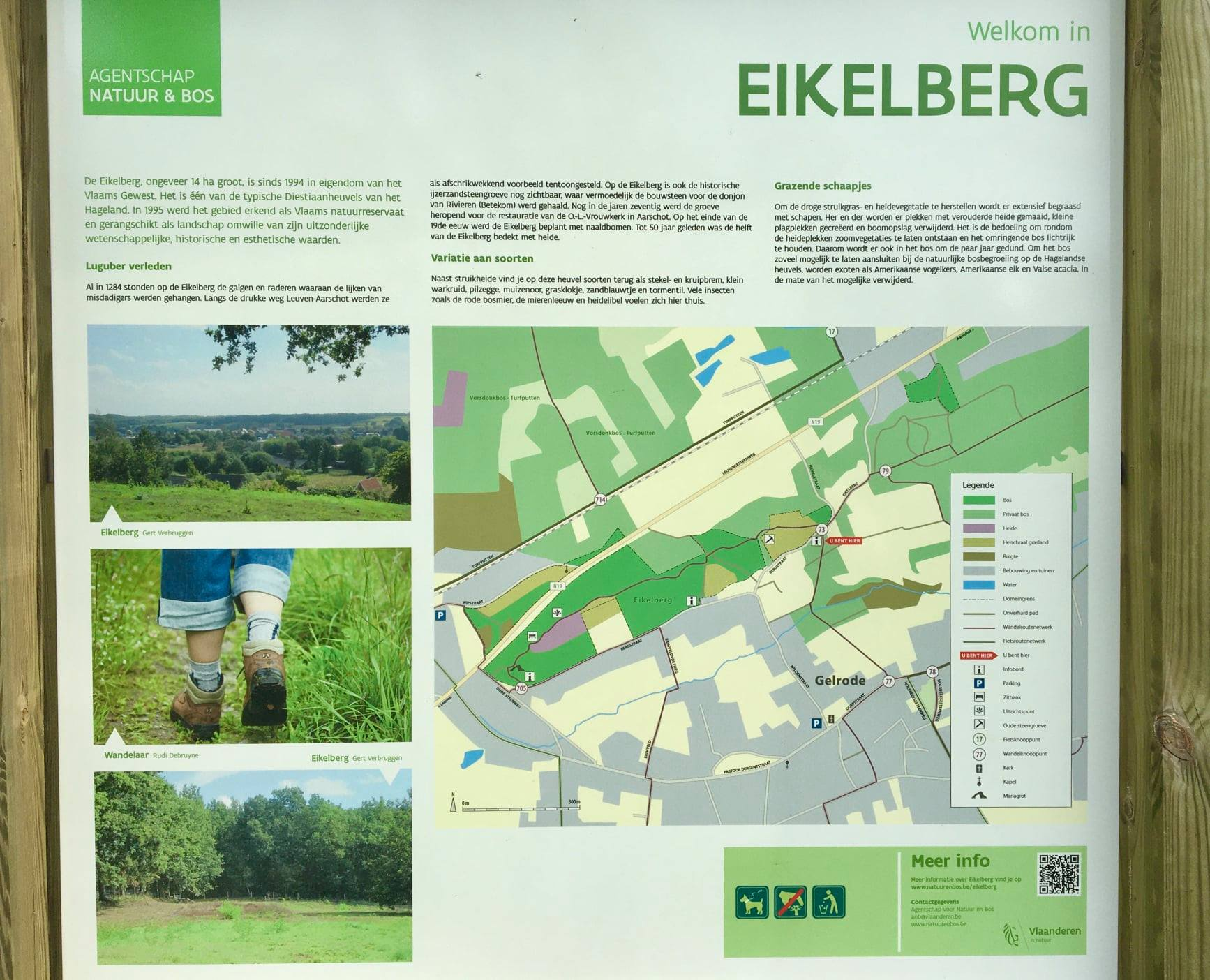
Vlaams natuurreservaat Eikelberg

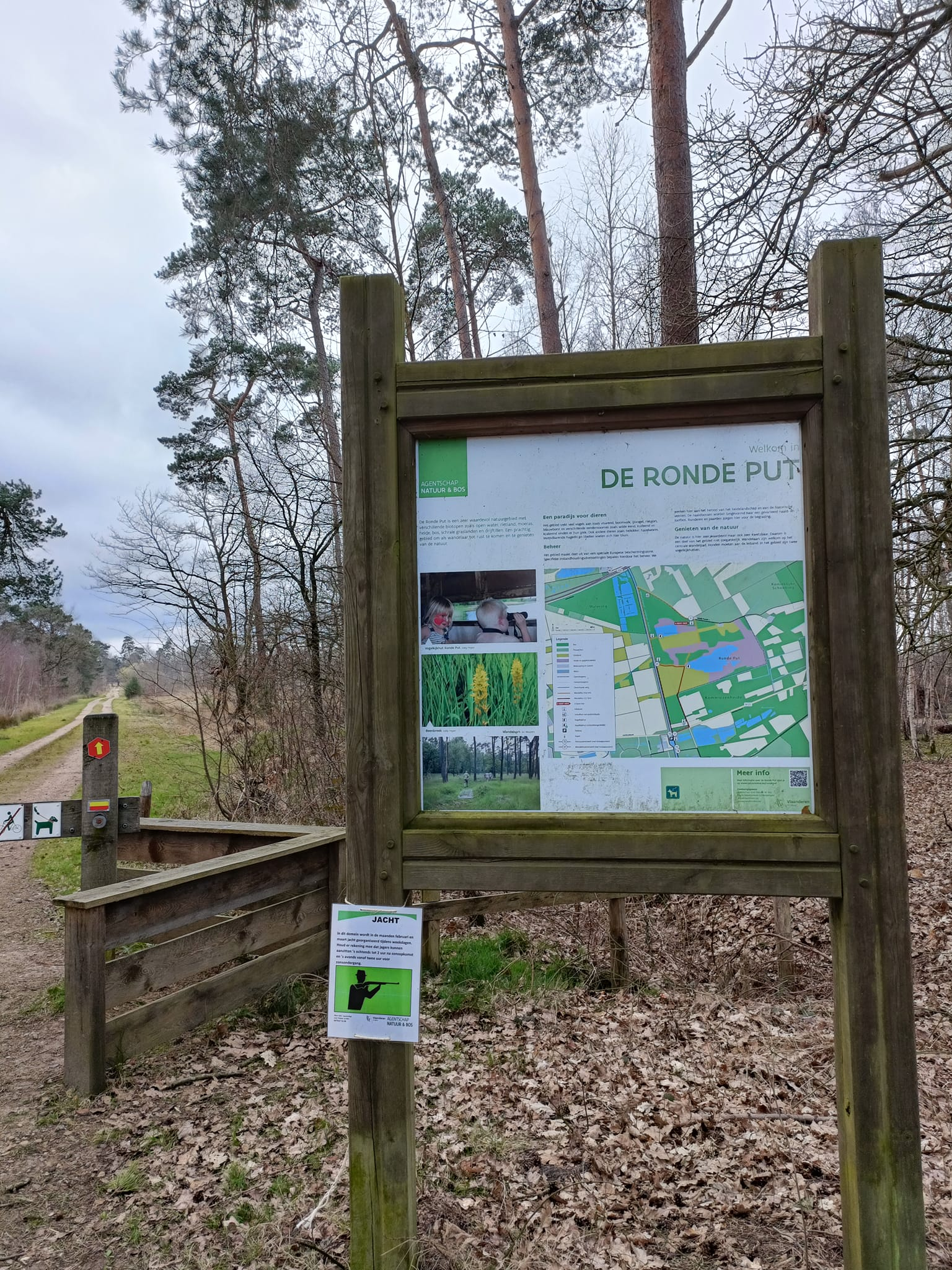
Vlaams natuurreservaat Ronde Put

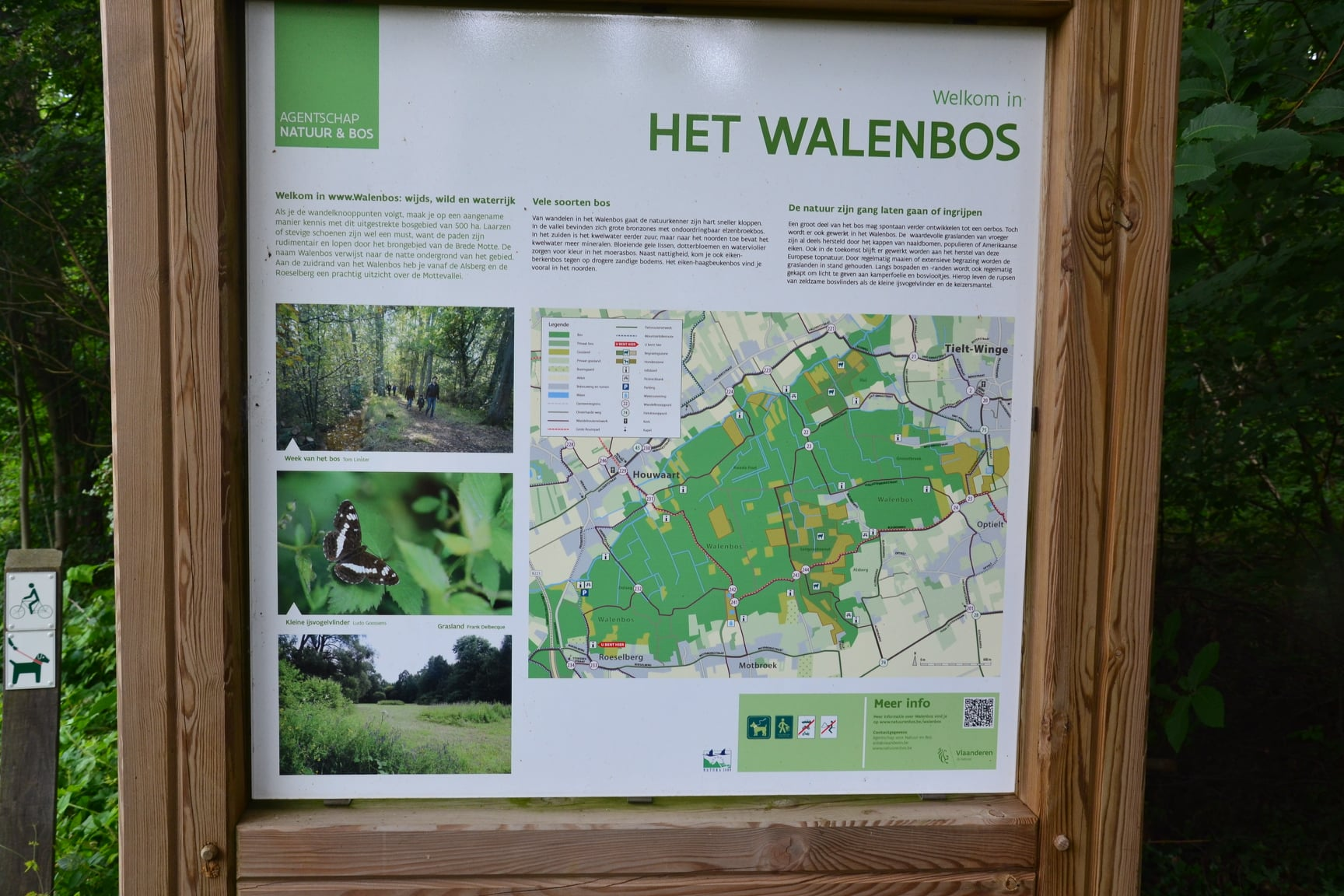
Vlaams natuurreservaat Walenbos

Onder een Vlaams natuurreservaat (VNR) verstaat men een natuurreservaat eigendom van het Vlaams Gewest en beheerd door de Vlaamse overheid, en wel in het bijzonder door het Agentschap voor Natuur en Bos.
Hier tegenover staan de erkende natuurreservaten, dat zijn natuurgebieden in bezit van organisaties of privé-personen en in beheer door natuurverenigingen, zoals Natuurpunt en Limburgs Landschap vzw ,  en door de Vlaamse overheid erkend als natuurreservaat en betoelaagd. 
| Vlaams Natuurreservaat                                     | Gemeente                               | Provincie       |
| ---------------------------------------------------------- | -------------------------------------- | --------------- |
| Arkenbos                                                   | Willebroek                             | Antwerpen       |
| Duivelskuil                                                | Beerse                                 | Antwerpen       |
| Echelkuil                                                  | Oud-Turnhout                           | Antwerpen       |
| Het Goorken-Rode Del                                       | Arendonk                               | Antwerpen       |
| Hoofsweer                                                  | Brecht                                 | Antwerpen       |
| Kalmthoutse Heide                                          | Kalmthout                              | Antwerpen       |
| De Maatjes                                                 | Kalmhout en Wuustwezel                 | Antwerpen       |
| Markmeanders                                               | Hoogstraten                            | Antwerpen       |
| Mosselgoren                                                | Hoogstraten                            | Antwerpen       |
| Robbroek                                                   | Mechelen                               | Antwerpen       |
| Ronde Put                                                  | Mol en Retie                           | Antwerpen       |
| Het Stort                                                  | Bornem                                 | Antwerpen       |
| Vallei van de Willeborrebeek                               | Zandhoven                              | Antwerpen       |
| Zoerselbos                                                 | Zoersel                                | Antwerpen       |
| Zwart Water                                                | Kasterlee                              | Antwerpen       |
| Achelse Kluis                                              | Hamont-Achel                           | Limburg         |
| Ten Haagdoornheide                                         | Houthalen-Helchteren                   | Limburg         |
| Heiderbos                                                  | As                                     | Limburg         |
| Helderbeekvallei-terril                                    | Beringen en Heusden-Zolder             | Limburg         |
| Herkwinning                                                | Tongeren                               | Limburg         |
| Houterenberg-Pinnekenswijer                                | Tessenderlo                            | Limburg         |
| Mangelbeekvallei                                           | Houthalen-Helchteren en Heusden-Zolder | Limburg         |
| Mechelse Heide                                             | Maasmechelen                           | Limburg         |
| Neerharerheide                                             | Lanaken                                | Limburg         |
| Ortolaan                                                   | Peer                                   | Limburg         |
| Oudsberg                                                   | Oudsbergen en Maaseik                  | Limburg         |
| Platwijers                                                 | Hasselt en Zonhoven                    | Limburg         |
| Teut                                                       | Zonhoven                               | Limburg         |
| Ven onder de Berg                                          | Maasmechelen                           | Limburg         |
| Welleke                                                    | Zonhoven                               | Limburg         |
| Vallei van de Ziepbeek                                     | Lanaken en Maasmechelen                | Limburg         |
| Zuurbeekbroek                                              | Bree                                   | Limburg         |
| Bovenloop van de Grote Molenbeek                           | Ninove                                 | Oost-Vlaanderen |
| Durmemeersen                                               | Lovendegem                             | Oost-Vlaanderen |
| Molsbergen                                                 | Lokeren                                | Oost-Vlaanderen |
| Osbroek-Molenkouter                                        | Aalst                                  | Oost-Vlaanderen |
| De Roggeman en Broek van Grembergen                        | Hamme                                  | Oost-Vlaanderen |
| Het Stroperbos                                             | Stekene en Sint-Gillis-Waas            | Oost-Vlaanderen |
| Vallei van de Serkampse Beek                               | Lede                                   | Oost-Vlaanderen |
| Warandeduinen – Speelbos                                   | Wetteren                               | Oost-Vlaanderen |
| Weiput                                                     | Zingem                                 | Oost-Vlaanderen |
| Beninkberg                                                 | Holsbeek en Rotselaar                  | Vlaams-Brabant  |
| Duling                                                     | Beersel                                | Vlaams-Brabant  |
| Eikelberg                                                  | Aarschot                               | Vlaams-Brabant  |
| IJsevallei (in aanwijzing)                                 | Hoeilaart en Overijse                  | Vlaams-Brabant  |
| Laarbeekvallei                                             | Lennik en Sint-Pieters-Leeuw           | Vlaams-Brabant  |
| Middenloop van de Zuunbeek                                 | Sint-Pieters-Leeuw                     | Vlaams-Brabant  |
| Rodebos en Laanvallei                                      | Huldenberg                             | Vlaams-Brabant  |
| Silsombos                                                  | Kortenberg                             | Vlaams-Brabant  |
| Vallei van de Drie Beken                                   | Diest (en Beringen en Tessenderlo)     | Vlaams-Brabant  |
| Vallei van de Mark en Schiebeek                            | Galmaarden en Herne                    | Vlaams-Brabant  |
| Velpe- en Malendriesvallei (in aanwijzing)                 | Boutsersem                             | Vlaams-Brabant  |
| Vijvers van Florival                                       | Huldenberg                             | Vlaams-Brabant  |
| Vijvers van Oud-Heverlee                                   | Leuven en Oud-Heverlee                 | Vlaams-Brabant  |
| Walenbos                                                   | Tielt-Winge                            | Vlaams-Brabant  |
| Wingevallei                                                | Holsbeek en Tielt-Winge                | Vlaams-Brabant  |
| Wolfsputten                                                | Dilbeek                                | Vlaams-Brabant  |
| Assebroekse Meersen                                        | Brugge                                 | West-Vlaanderen |
| De Baai van Heist                                          | Brugge, Knokke-Heist                   | West-Vlaanderen |
| Duinen en Bossen van De Panne                              | De Panne                               | West-Vlaanderen |
| Heuvelland                                                 | Heuvelland                             | West-Vlaanderen |
| Hoge Dijken                                                | Jabbeke en Oudenburg                   | West-Vlaanderen |
| IJzer- en Handzamevallei                                   | Alveringem - Diksmuide e.a.            | West-Vlaanderen |
| IJzerbroeken                                               | Diksmuide                              | West-Vlaanderen |
| De IJzermonding                                            | Nieuwpoort                             | West-Vlaanderen |
| Kanaal Ieper-Komen                                         | Ieper                                  | West-Vlaanderen |
| De Kleiputten van Heist                                    | Knokke-Heist                           | West-Vlaanderen |
| De Lage Moeren van Meetkerke                               | Brugge, Jabbeke, Zuienkerke            | West-Vlaanderen |
| Oostends Krekengebied                                      | Oostende                               | West-Vlaanderen |
| Poldergraslanden Paddegat-Klemskerke                       | Jabbeke en Oudenburg                   | West-Vlaanderen |
| Poldergraslanden tussen Veurne en Pervijze (in aanwijzing) | Diksmuide, Veurne                      | West-Vlaanderen |
| Ter Yde                                                    | Koksijde                               | West-Vlaanderen |
| Viconia Kleiputten                                         | Diksmuide                              | West-Vlaanderen |
| Zwinduinen en -polders                                     | Knokke-Heist                           | West-Vlaanderen |